# Opština Šuto Orizari
Die Opština Šuto Orizari (mazedonisch Општина Шуто Оризари; albanisch Komuna e Shuto Orizarit; Romani Shuto Orizari; meist kurz bzw. abfällig Šutka/Шутка/Shutka bezeichnet) ist eine der zehn Opštini der nordmazedonischen Hauptstadt Skopje und liegt etwa fünf Kilometer nördlich der Innenstadt. Die Mehrzahl der Einwohner sind muslimische Roma (Xoraxane-Roma), hinzu kommen einige christliche Roma (Dasikane-Roma) und einige Albaner. Šuto Orizari gilt als eine der weltweit größten Roma-Siedlungen.

## Bevölkerung
Das Stadtviertel wurde nach dem Erdbeben von 1963 gegründet, um den Roma in Nordmazedonien, deren Wohngebiete in Skopje zerstört worden waren, den Bau einfacher Wohnhäuser zu ermöglichen. In den 1970er und 1980er Jahren kamen Roma aus anderen Gegenden des Landes und aus Serbien hinzu. 1994 lebten in Šuto Orizari laut Volkszählung ca. 17.000 Einwohner. Heutige Quellen geben 30.000 bis 45.000 Einwohner an, wieder andere Quellen sprechen von noch höheren Zahlen. Die Volkszählung von 2002 erfasste für die Opština Šuto Orizari 22.017 Einwohner, weitaus weniger als viele Quellen behaupteten. Die Mehrheit bilden die Roma, die auch den Bürgermeister stellen. 2021 ergab die Volkszählung 25.726 Einwohner, davon waren 11.267 Roma, 8.828 Albaner, 99 Bosniaken, 73 Türken, 44 andere, 22 Serben, 2 unbekannt und 4.485 Personen wurden von den Gemeinderegistern gezählt, deren ethnische Zugehörigkeit unbekannt war.

## Soziale Situation und Kultur
Große Probleme in Šuto Orizari sind die hohe Arbeitslosigkeit, Schwarzarbeit, Kriminalität und Drogenmissbrauch. Die Volkszählung von 1994 ergab, dass nur 1549 Personen reguläre Arbeit hatten. Im selben Jahr gaben 3956 Erwachsene an, Analphabeten zu sein.
Im Jahr 1999 erstellten UNICEF und die Weltbank eine Studie, die ergab, dass etwa die Hälfte der Roma-Familien über 100–150 Deutsche Mark pro Monat verfügen (also etwa 50 bis 75 Euro). 11 Prozent hatten gar kein regelmäßiges Einkommen. Über die Hälfte der Menschen aus Šuto Orizari bezog zu diesem Zeitpunkt Sozialhilfe. Ein gewisser Teil, der eigentlich ein Anrecht auf Sozialhilfe hätte, bekommt auch heute keine, da vielen wichtige Dokumente fehlen oder der Grundschulabschluss, der Bedingung für Sozialhilfe und Krankenversicherung ist, nicht gemacht wurde.
Seit den 1990er Jahren gibt es verschiedene Hilfsprogramme für Šuto Orizari, die unter anderem von UNICEF und Caritas gefördert werden. Hilfe und Unterstützung kommt von staatlicher Seite, von Kirchen, von Moscheen und von privaten Initiativen aus Europa und den USA. Es gibt Stellen vor Ort, die sich um Konflikte und soziale sowie psychische Probleme kümmern. Durch die Hilfsprogramme finden einige wenige Bewohner von Šuto Orizari eine Beschäftigung, beispielsweise als Fahrer oder Dolmetscher.
Die Situation hat sich in den letzten Jahren etwas gebessert, beispielsweise gehen mehr Kinder auf die Schule in Šuto Orizari. Es gibt zwei Grundschulen für die ersten acht Schuljahre; da nicht alle Schüler gleichzeitig unterrichtet werden können, beginnt für einen Teil der Unterricht morgens, für einen mittags und für den letzten nachmittags. Der Bau einer berufsbildenden Mittelschule wurde kürzlich beschlossen. Die Mittel dafür stammen zum Teil von der österreichischen Entwicklungsagentur (ADA).
Die Schüler haben Unterricht auf Mazedonisch. Die Sprache der Roma – das Romani – gibt es nur als Freifach. Genau hier liegt ein großes Problem, da Mazedonisch für die meisten Kinder eine Fremdsprache ist. Ab der sechsten Klasse lernen seit einiger Zeit alle Schüler Deutsch. Viele der Leute in Šuto Orizari sprechen Deutsch, weil sie beispielsweise in Deutschland als Asylbewerber oder Gastarbeiter waren. Einige sprechen auch Französisch.
Einige Gebäude wurden in den letzten Jahren renoviert und weisen Verzierungen auf, zu vielen gehören kleine, saubere Vorgärten. Das Geld für die Renovierungen vieler Häuser kommt aus dem Westen. Andere Bewohner von Šuto Orizari leben zum Teil nur in Wellblechhütten; einige leben heute noch in den Containern, die 1963, nach dem schweren Erdbeben, von amerikanischer Seite als Hilfsunterkünfte gestellt wurden.
Entlang der Hauptstraße – der Ulica Šuto Orizari – befindet sich tagsüber ein größerer Markt. 1997 wurde eine regelmäßige Busverbindung nach Skopje eingerichtet. Seit 2009 besitzt die Gemeinde eine Autobahnanbindung, die zur Umfahrung Skopje gehört. Teilweise wird von mazedonischer Seite aber immer noch relativ wenig Geld für die Roma ausgegeben; so bildet beispielsweise noch heute eine der beiden Hauptverbindungen nach Skopje eine Straße aus Kopfsteinpflaster. Auch der Mangel an Schulen ist ein Problem.
Aufwendige Hochzeitsfeiern, bei denen Frauen in der Organisation und Durchführung die wesentliche Rolle spielen, sind ein zentraler Bestandteil der Kultur. Hierzu gehören bei den Frauen Henna-Zeremonien und Tänze, die entweder als Reihentanz in einem asymmetrischen Rhythmus (7/8 = 3+2+2 oder 9/8 = 2+2+2+3) oder als Solotanz chochek (chuchek) in einem 7/8 oder 9/8 Takt aufgeführt werden. Der Rhythmus wird mit der Rahmentrommel dajre geschlagen. Ausschließlich männliche Musiker spielen in der im Orient weit verbreiteten Besetzung Kegeloboe (zurla) und Zylindertrommel (tapan). Roma in Mazedonien pflegen den Anfang des 20. Jahrhunderts entstandenen Musikstil chalgija, in dem eine osmanische Tradition weiterlebt. Zu den ursprünglichen Musikinstrumenten Violine, Laute (oud), Zither (kanun), Rahmentrommel mit Schellen (dajre) und Gesang sind Langhalslaute (dzhumbush), Trompete (truba), Klarinette, Akkordeon und Bechertrommel (tarabuka) hinzugekommen. Livemusik-Bands in Šuto Orizari führen heute die chalgija-Musik zusätzlich mit E-Gitarren und Synthesizern auf. Die bekannteste Musikerin war die Sängerin Esma Redžepova (1943–2016).

## Sonstiges
Im Jahr 2005 drehte Aleksandar Manic den Film „Shutka – Stadt der Roma“, einen halbdokumentarischen Film.
Am 18. Februar 2016 hatte auf der Berlinale der Dokumentarfilm Valentina von Maximilian Feldmann Premiere, der das Leben einer Roma-Familie aus Shutka zum Inhalt hat.